# Tunnel du Grand Rocher
Le tunnel du Grand Rocher est un tunnel ferroviaire situé en France, sur le territoire de la commune de Saint-Germain-la-Chambotte, dans le département de la Savoie en région Auvergne-Rhône-Alpes. Il fait partie d'une série de trois tunnels situés le long du lac du Bourget et au pied du massif de la Chambotte, avec les tunnels de Brison et de la Colombière.

## Situation ferroviaire
Le tunnel est situé entre les points kilométriques 112,090 et 112,425 de la ligne de Culoz à Modane (frontière). Il permet à la voie ferrée de traverser un pan du massif de la Chambotte, au pied du hameau de La Chambotte. À cet endroit, la ligne longe la rive orientale du lac du Bourget ; le tunnel se situe à 11 kilomètres au nord d'Aix-les-Bains et au sud de Culoz.

## Historique

### Construction
La construction du tunnel s'effectue en 1857. Son exploitation débute le 2 septembre 1858, lors de la mise en service du tronçon entre le viaduc de Culoz et la gare de Brison-Saint-Innocent. Le tunnel se situe alors sur la ligne du chemin de fer Victor-Emmanuel, qui relie Aix-les-Bains à Saint-Jean-de-Maurienne, à une période où la Savoie était encore sous la souveraineté du royaume de Sardaigne.
Construit dès l'origine pour le gabarit de la double voie, la deuxième voie n'a cependant été posée, entre Chindrieux et Aix-les-Bains, que le 31 mai 1901.

### Galerie en béton
Le flanc de montagne, situé au-dessus de la voie, est composé de calcaire fracturé. En 1961, une campagne de prospection, de consolidation et de purge est menée, et une quarantaine de points dangereux sont déterminés, dont une zone particulièrement menaçante au niveau du Grand Rocher. Il s'agit de deux pans de falaises décollés, évalués à 10 000 et 600 m3. Entre 1964 et 1965, des filets électriques d'alarme sont installés, en particulier à la tête du souterrain.
Malgré ces précautions, deux éboulements se produisent, en 1970 et le 16 mai 1972. À la suite de cela, d'importants travaux sont réalisés. Le 7 août 1972, une purge permet de faire ébouler environ 20 000 m3 de roches. La construction d'une galerie en béton est décidée peu après, et commence en novembre de la même année. Durant les travaux, la circulation des trains est détournée par la ligne de Saint-André-le-Gaz à Chambéry. Ils se terminent en janvier 1973, pour la partie ferroviaire, et en octobre 1973, pour la partie routière. La galerie béton possède une extension au-dessus de la route départementale 991 qui, ainsi, bénéficie également d'une protection contre les éboulements,.

## Caractéristiques
Il s'agit d'un tunnel à simple tube et à double voie, long de 335 m.